# 마츠모토 야스노리
마츠모토 야스노리(松本 保典, 1960년 2월 7일 ~ )는 일본의 성우, 연극 배우, 내레이터이다.

## 약력
2월 7일생. 키 170cm, 체중 67kg. 혈액형 O형. 지바현 마쓰도시시 출신. 지바 현립 야쿠엔다이 고등학교를 거쳐 주오대 법학부 정치학과 졸업.
1987년 애니메이션 만화 일본 경제 입문으로 성우 데뷔. 초음전사 보그맨, 기갑엽병 메로우링크 등 다수의 주역을 하며 현재는 일본의 국민 애니메이션 사자에상과 도라에몽에 레귤러 출연중.
극단 스고로쿠의 부좌장이었지만 2013년 좌장이었던 오가타 켄이치가 탈퇴하면서 2대 좌장이 되었다. 그 후, 2016년 2월 27일을 기점으로 본인도 탈퇴했다.
아내는 같은 성우인 사쿠마 준코. 2011년 3월 4일 사별했다.

## 생애
원래 SF를 좋아하여 고등학생 때까지는 이과 계열이었지만 어느 날부터 TV에서 하는 정치 방송을 챙겨보게 된 후, 세상의 움직임에 관심이 생겨 정치 관련된 일을 하고 싶은 마음에 법학부 정치학과로 진학하지만 현실을 직면하고 포기. 진로에 대해 방황하던 중, 영화도 좋아했기에 영화 제작 스태프가 되어볼 생각이었지만 대학을 졸업할 당시에는 일본 영화계가 축소되는 분위기였다. 제작 회사도 적었기에 변변한 일을 찾지 못하고 있던 중에 연기자 일을 한다면 제작 일에도 연이 생기지 않을까 싶어 친구의 소개로 '극단 가라쿠타 공방 (현 극단 스고로쿠)'에 응모하여 들어가게 되었다. 음성 관련 일을 하는 스튜디오 견학을 계기로 오디션을 몇 가지 받아 출연하게 된 것이 데뷔작인 이시노모리 쇼타로 원작의 '만화 일본 경제 입문'. 그 후, 어느 오디션을 받게 되는데 그것이 TV 시리즈 첫 주연작인 '초음전사 보그맨'이었다.

## 출연작
※볼드체는 주연 캐릭터.

### TV 애니메이션
1987년
- 만화 일본 경제 입문 (우에다 카즈하루[5])

1988년
- 초음전사 보그맨 (히비키 료[6])

1989년
- 개전 사무라이 트루퍼 (암마장 아누비스[7])
- 마동왕 그랑조트 (파이어 프린스[8])
- 아이돌 전설 에리코 (아기 세이고[9])
- 천공전기 슈라토 (마리지천 마리치, 부동명왕 아카라나타[10])

1990년
- 마신 영웅전 와타루2 (효론[11])
- 신비한 바다의 나디아 (에코 뷔랑)
- 아이돌 천사 어서오세요 요코 (토쿠다이지 유타카[12])
- NG 기사 라무네&40 (퀸 사이다론[13])

1991년
- 태양의 용자 파이버드 (카토리 유타로, 무장 파이버드, 제트 그랑버드, 그레이트 파이버드)
- RPG 전설 헤포이 (미카엘)

1992년
- 내일로 프리킥 (타치바나 다이치[14])
- 야다몽 (신위)
- 우주기사 테카맨 블레이드 (노알 베루스[15])
- 판타지 어드벤처 장화 신은 고양이의 모험 (쿠스토)

1993년
- 유유백서 (토우야, 난카이)
- 질풍! 아이언리거 (매그넘 에이스[16])
- 힘내라! SD 건담 대행진[17] (나이트 건담)

1994년
- 떴다! 럭키맨(내레이션, 원조 럭키맨, 럭키별[18], 세일우주인, 심판맨, 파워맨 다수)
- 패왕대계 류나이트 (겟신, 황제의 측근)

1995년
- 버추얼 파이터2 (재키 브라이언트)
- 슬레이어즈 시리즈 5작품 (1995~1997년, 2008~2009년 가우리 가브리에프[19])

1996년
- 기동전함 나데시코 (아키야마 켄파치로, 류자키 테츠야)
- 녹색의 마키바오 (아마고와쿠친)
- 쾌걸 조로 (테오 안젤로[20])
- VS 기사 라무네&40 炎 (나르시스트 댄디[21])

1997년
- 아니메 힘내라 고에몽 (고에몽, 고에몽 임팩트)
- 초 마신 영웅전 와타루 (카이토나[22], 아나운서)

1998년
- 로스트 유니버스 (어둠을 뿌리는 자)
- 사일런트 뫼비우스 (랠프 보마스)
- 열사 패왕 간다라 (유우키 사이조[23])

1999년
- 가라! 우주전함 야마모토 요코 (커티스 로슨[24])
- 강철천사 쿠루미 (카구라 카미히토)
- 신풍괴도 잔느 (로미오〈오토모 마사히데〉[25])
- 지바쿠군 (엔[26])
- 히미코전 (초사)

2000년
- 와일드 암즈 트와일라이트 베놈 (키아누 폴윈드)
- 헤로헤로군 (헤로헤로 아빠)

2001년
- 스타오션 EX (보먼 진)
- 작은 눈의 요정 슈가 (폴)

2002년
- 불꽃의 미라주 (치아키 슈헤이〈야스다 나가히데〉[27])
- 프린세스 츄츄 (고양이 선생님[28])

2003년
- 강철의 연금술사 (쟝 하보크[29])
- 코롯케! (우스터)

2004년
- 달은 동쪽으로 해는 서쪽으로 ~Operation Sanctuary~ (후카노 준이치)
- 아가사 크리스티 명탐정 포와로와 마플 (프랭클린)
- 두 사람은 프리큐어 (쥬나〈카쿠자와 류이치로〉)
- 록맨 에그제 스트림 (찰리 에어스타)
- 오토기조시 (슈텐도지)

2005년
- 교향시편 에우레카 세븐 (스토너[30])
- 도라에몽 (2005년~, 노비타의 아빠=노비 노비스케)
- 조이드 제네시스 (자이린 드 잘츠[31])

2006년
- 러브겟CHU ~미라클 성우백서~ (에도가와 토키히사[32])
- 슈발리에 (생 제르맹)
- 쓰르라미 울 적에 (마에바라 이치로)
- 영국 사랑 이야기 엠마 제2막 (라이오넬[33])
- 제로의 사역마 (줄 드 모트)
- MÄR -메르헤븐- (가리안)

2007년
- 기동전사 건담 00 (알레한드로 코너[34], 모라리아군 사령관)
- 역경무뢰 카이지 (후루하타 타케시)
- DARKER THAN BLACK -흑의 계약자- (쿠라사와 가이[35])

2009년
- 남매 이야기 (생선가게 아저씨)
- 망념의 잠드 TV 방영판 (카키스 토지로[36])
- 프레시 프리큐어! (웨스터〈니시 하야토〉)
- DARKER THAN BLACK -유성의 제미니- (쿠라사와 가이)

2012년
- 맹렬 우주 해적 (켄조 쿠리하라)

2015년
- 죠죠의 기묘한 모험 스타더스트 크루세이더즈 (아누비스신[37])
- Go! 프린세스 프리큐어 (하루노 이부키[38])

2018년
- 퓨처 카드 신 버디파이트 (내레이션[39], 강각검사 KUROGANE[40] 외 다수)

2019년
- 소드 아트 온라인 앨리시제이션 War of Underworld (한스)
- 진격의 거인 (엘런 크루거)
- 퍼즈드래 (유와사키 시타로[41])

### 극장 애니메이션
1987년
- 그 녀석과 럴러바이 수요일의 신데렐라 (라이더)

1989년
- 변덕쟁이 오렌지☆로드 시리즈 2작품 (하야카와 미츠루[42][43])
- 초음전사 보그맨 시리즈 2작품 (1989~1990년, 히비키 료[44][45])

1991년
- 무사 나이트 코만도 SD 건담 긴급출격 (나이트 건담)

1993년
- SD 건담 외전 성기병 이야기 (버설 로드 슈페리얼 건담 / 슈페리얼 드래곤)
- SD 전국전 천하태평편 (무사 푸라수〈플러스〉)
- SD 코만도 전기Ⅲ SUPER G-ARMS (캡틴 F91)

1994년
- 다크사이드 블루스 (타츠야[46])

1996년
- 신 변덕스러운 오렌지☆로드 (호시카와 미츠루)

1998년
- 기동전함 나데시코 -The prince of darkness- (아키야마 켄파치로)

2001년
- 도라에몽 진구와 날개의 용사들 (바빌론[47])
- 슬레이어즈 프리미엄 (가우리 가브리에프)

2002년
- GUILSTEIN (카오스 디스타[48])

2003년
- 이누야샤3 천하패도의 검 (세츠나 타케마루[49])

2004년
- 명탐정 코난 은빛 날개의 마술사 (형사[50])

2005년
- 강철의 연금술사 샴발라를 정복한 자 (장 하보크)
- 록맨 에그제 빛과 어둠의 유산 (찰리 에어스타[51])

2006년
- 도라에몽 노비타의 공룡 2006 (노비 노비스케[52])

2014년
- 도라에몽 신 노비타의 대마경 ~페코와 5인의 탐험대~ (노비 노비스케)
- 맹렬 우주 해적 ABYSS OF HYPERSPACE -아공의 심연- (켄조 쿠리하라[53])
- STAND BY ME 도라에몽 (노비 노비스케)

2016년
- 도라에몽 신 노비타의 일본 탄생 (노비 노비스케)

2017년
- 도라에몽 노비타의 보물섬 (노비 노비스케)

2018년
- 도라에몽 노비타의 남극 꽁꽁 대탐험 (노비 노비스케)

2019년
- 도라에몽 노비타의 달 탐사기 (노비 노비스케)

### OVA
1987년
- 타이만 브루스 시미즈 나오토편

1988년
- 기갑엽병 메로우링크 (메로우링크 앨러티)
- 메탈스킨 패닉 MADOX-01 (스기모토 코지)
- 애플시드 (경찰 A)
- 우주의 전사 (자니 리코)

1989년
- 기동전사 SD 건담 외전 (나이트 건담 / 사탄 건담 / 슈페리얼 드래곤)
- 더 하드 BOUNTY HUNTER (하드)
- 어셈블 인서트 (부하 일)
- 왼쪽 오클락!! (오가타 고이치)

1990년
- 매드★불 34 (다이자부로 에디 반)
- 변덕쟁이 오렌지☆로드 (하야카와 미츠루)
- 아인전사 (조니 민트 제로)
- 오니마루 ONIMARU (오니마루)
- 풍마의 코지로 성검전쟁편 (다테 소시)

1991년
- 드래곤 나이트 (야마토 타케루)
- 망량전기 MADARA (카오스)
- 은하 영웅 전설 (테오도르 폰 뤼케)

1992년
- 프린세스 ARMY (오시다 시노부[54])
- HUMANE SOCIETY ~인류애로 가득찬 사회~ (오즈루)
- JOKER 마지널 시티 (로쿠도 린)
- KO 세기 비스트 삼수사 (V 단)
- OZ (요우 무토)

1993년
- 나의 지구를 지켜줘 (슈카이도)
- 드래곤 하프 (딕 소서)
- 오늘부터 우리는!! (미츠하시 타카시)
- 유성기 가쿠세이버 (요시무라 마나부)
- FIGHT!! (사쿄[55])

1994년
- 쇼난순애조! (요코카와 타카시, 카미시마 토시오)
- 신 큐티하니 (버추얼 해커)
- 질풍! 아이언리거 은빛 깃발 아래에서 (매그넘 에이스)

1996년
- 가라! 우주 전함 야마모토 요코 시리즈 2작품 (1996~1997년, 커티스 로슨[56][57])
- 특무전대 샤인즈맨 (마츠모토 히로야 / 샤인즈맨 레드)

### WEB 애니메이션
- 가자! 겐씨 (2008년, MC)
- 망념의 잠드 (2008년, 카키스 토지로)

### 게임
1993년
- 몽견관 이야기 (화가)
- 천외마경 풍운 카부키전 (천년의 카르네)

1994년
- 아루남의 이빨 수족 12신도 전설 (토바리, 호쿠로쿠)
- KO 세기 비스트 삼수사 ~가이아 부활 완결편~ (V 단)

1996년
- 곰 푸타로 하늘은 핑크다! 전원집합!!(그거 안됨다) (차장)
- 랑그릿사III (길버트, 제리올 / 다크 나이트, 트랜드 남작)

1997년
- 록맨 X4 (더블)
- 슬레이어즈 로열 (가우리 가브리에프)
- 아루남의 날개 소진하는 하늘 저편에서 (토바리, 호쿠로쿠)

1998년
- 더블 캐스트 (하나조노 마사미)
- 삼파귀타 (주인공)
- 사우전드 암즈 (무자 그리포드)
- 슬레이어즈 로열2 (가우리 가브리에프)
- 슬레이어즈 원더풀 (가우리 가브리에프)
- 신세기 로봇 전기 브레이브 사가 (카토리 유타로 / 파이버드 / 그랑버드 / 그레이트 파이버드, 블랙 마이트가인)
- 유구환상곡 2nd Album (루 시몬즈)
- 힘내라 고에몽 ~올테면 사랑! 아야시게 집안의 검은 그림자~ (고에몽, 고에몽 임팩트)
- 힘내라 고에몽 ~헤롱헤롱 여행길 모노노케 한가득~ (고에몽, 고에몽 임팩트)
- AZITO2 (컴퓨터 8823)

1999년
- 고에몽 모노노케 주사위 (고에몽)
- 마크로스 VF-X2 (에이지스 포커)
- 뿌요뿌요DA! -featuring ELLENA System- (세조 위그이)
- 뿌요뿌용 (세조 위그이, 인큐버스)
- 아머드 코어 마스터 오프 아리나 (엘란 큐비스)
- 유구환상곡 ensemble2 (루 시몬즈)

2000년
- 모험시대활극 고에몽 (관청의 관리)
- 브레이브 사가2 (카토리 유타로 / 파이버드 / 그랑버드 / 그레이트 파이버드, 블랙 마이트가인)
- 유구조곡 All Star Project (루 시몬즈)
- 헤키사문 가디언즈 (신)

2001년
- 그로우 랜서Ⅲ (케네스 레이몬, 제임스 웰링턴 제2황태자)
- 고에몽 신세대 습명! (우두머리)
- 힘내라 고에몽 ~오오에도 대회전~ (고에몽)

2002년
- 킹덤하츠 (헤라클레스)

2003년
- 서몬 나이트3 (카일)
- 코롯케!2 어둠의 뱅크와 반 여왕 (우스터)
- 코롯케!3 그라뉴 왕국의 수수께끼 (우스터)

2004년
- 강철의 연금술사 드림 카니발 (장 하보크)
- 강철의 연금술사2 붉은 엘릭서의 악마 (장 하보크)
- 기동전사 건담 SEED 끝나지 않는 내일로 (에드워드 하렐슨)
- 달은 동쪽으로 해는 서쪽으로 ~Operation Sanctuary~ (후카노 준이치)
- 코롯케! 반 왕의 위기를 구하라 (우스터)
- 코롯케! Great 시공의 모험자 (우스터)
- 코롯케!4 뱅크 숲의 수호신 (우스터)
- 팬텀 브레이브 (파이터)
- SNOW (타치바나 세이시로)

2005년
- 강철의 연금술사 신을 계승한 소녀 (장 하보크)
- 신세기 용자 대전 (블랙 가인)
- 테일즈 오브 디 어비스 (가이 세실[58])
- 코롯케! DS 천공의 용자들 (우스터)
- 킹덤하츠Ⅱ (헤라클레스)
- 힘내라 고에몽 토카이 여행길 오오에도 텐구리카에시의 두루마리 (고에몽, 고에몽 임팩트)
- ZOIDS TACTICS (내레이션, 자이린)

2006년
- 별의 왕녀 빛의 날개 (코사카 소키)

2007년
- 테일즈 오브 팬덤 Vol.2 (가이 세실[59] / 가이라르디아 가란 가르디오스)

2019년
- 슈퍼 건담 로열 (나이트 슈페리올 드래곤)
- 슈퍼 로봇 대전 T (블랙 가인 / 블랙 마이트가인, 조 랏츠)
- 슈퍼 로봇 대전 X-Ω (나이트 슈페리올 드래곤, 가이)
- 킹덤 하츠Ⅲ (헤라클레스)
- VALKYRIE ANATOMIA -THE ORIGIN- (가우리 가브리에프)

### 드라마 CD
- 마랑왕 풍운전Ⅱ (진나이 호무라)
- 마랑왕 열풍전 외전 (진나이 호무라)

마랑왕 열풍전 외전 오리지널 드라마 CD
마랑왕 열풍전 외전 혼백식귀편
- 마법☆중년 오지마죠5 시리즈 (이노우에 하루카[60] / 벤처 이노우에[61])

마법☆중년 오지마죠5 ~결성! 오지마죠5~
마법☆중년 오지마죠5 ~오지마죠5 비밀의 특훈 (전편)~
마법☆중년 오지마죠5 ~오지마죠5 비밀의 특훈 (후편)~
- 쓰르라미 울 적에 (내레이션, 마에바라 이치로)
- 신비한 바다의 나디아 (에코 뷔랑)

MUSIC IN BLUE WATER
Bye Bye Blue Water
Good Luck Nadia 〜Bye Bye Blue Water PART 2〜
신비한 바다의 나디아 보컬 콜랙션2
- 영웅전설Ⅳ 주홍물방울 (미첼)
- 프린세스 ARMY 시리즈 (오시다 시노부)

프린세스 ARMY
프린세스 ARMY 2nd/그리고, 시작…
프린세스 ARMY 파이널
- 환상게임 CD북 시리즈 (유성=호토호리)

환상게임
환상게임2 주작 소환편
환상게임3 신좌보 사수편
환상게임4 청룡 개봉편
환상게임5 주작 비상편
환상게임 영원아애
- KO 세기 비스트 삼수사 BIRTH of the V-美-DARN (V 단)

### 더빙
※제작국과 캐릭터 호칭이 다를 경우 (제작국 명칭/일본 방송 명칭) 원칙으로 표기하였음.

#### 애니메이션
- 무민 골짜기의 친구들 (무민 아빠)
- 배트맨 (로빈=딕 그레이슨, 나이트 윙)
- 슈퍼맨 (로빈=팀 드레이크)
- UP (더그)
- 큐빅스 (큐빅스 / 컴보크, 강한 / 츠루기 타이조)

### 특촬
2010년
- 싹뚝 전사 피라메키드（흑백 괴인 데스트로이의 목소리)
- 천장전대 고세이저 (호군로 성인 변종 파워드 다크의 목소리)

2011년
- 넷판 오즈 덴오 올 라이더 렛츠 고 가면라이더 ~진짜로 찾아라! 너만의 라이더 48~ (가면라이더 BLACK RX의 목소리)

2012년
- 특명전대 고 버스터즈 (탄환로이드의 목소리)

2014년
- 열차전대 토큐저 (타자기 섀도우의 목소리[62])

2015년
- 신 울트라맨 열전 (제105화 내레이션)
- 울트라맨 X (내레이션, 팡톤 성인 구루만의 목소리[63])

2016년
- 울트라맨 X 왔다! 우리들의 울트라맨 (팡톤 성인 구루만의 목소리[64])

### 그 외 콘텐츠
- 과학 디지털 질문 상자 (카즈키)
- 반다이 원조 SD 건담 비디오 'SD 건담 G-ARMS 긴급출동' (나이트 건담 / 사탄 건담, 가짜 건담)
- 보이스타![65]
- 보이스타! 신년회 스페셜[66]
- 불꽃의 미라주 코발트 두근두근 텔레폰[67] (치아키 슈헤이〈야스다 나가히데〉)
- 시공모험 누우마몬쟈~ (몬스터[68])
- 테일즈 오브 페스티벌 2012, 2018 (가이 세실[69][70])
- 파치슬롯 몽키 턴 시리즈 3작품 (가모 히데타카)
- 파치슬롯 힘내라 고에몽 (고에몽)
- 파치슬롯 힘내라 고에몽2 기천열회동활극 (고에몽)
- NHK 파리 백열 교실 (토마 피케티[71])